# Pelophryne signata
Pelophryne signata là một loài cóc thuộc họ Bufonidae.
Loài này có ở Brunei, Malaysia, và có thể cả Indonesia.
Môi trường sống tự nhiên của chúng là rừng ẩm vùng đất thấp nhiệt đới hoặc cận nhiệt đới và đầm nước ngọt.
Chúng hiện đang bị đe dọa vì mất nơi sống.